# Smash Mouth
Smash Mouth ist eine US-amerikanische Alternative-Rock-Band aus San José.

## Bandgeschichte
Die Band wurde im Jahr 1994 von Steve Harwell, Greg Camp, Kevin Coleman und Paul de Lisle in San José (Kalifornien) gegründet.
Ihren ersten Hit und somit auch ihren Durchbruch im Musikbusiness hatte Smash Mouth im Jahr 1997 mit dem Song Walkin' on the Sun. Die nachfolgenden Singles konnten nicht an diesen Erfolg anknüpfen und somit wurde Smash Mouth als eine weitere „One-Hit-Wonder“-Band bezeichnet.
Dies änderte sich im Sommer 1999 mit der Single All Star. Sie wurde auch für die Filme Shrek von Dreamworks, Rat Race von Universal Studios, Digimon Adventure und Inspektor Gadget verwendet. Im selben Jahr wurde auch Kevin Coleman durch Mitch Marine ersetzt. Dieser dann ebenfalls später durch Jason Sutter und in weiterer Folge durch Mike Urbano. Für Shrek coverten sie zudem I’m a Believer von The Monkees.
Für das Album Astro Lounge bekam Smash Mouth im Jahre 2000 3-fach-Platin.
In den USA hat Smash Mouth eine große Fangemeinde, während die Gruppe in Europa bis heute eher unbekannt ist. Smash Mouth spielt hauptsächlich poppigen Ska-Punk. Die Texte sind nicht politisch geprägt, sondern sehr optimistisch.
Steve Harwell, von 1994 bis 2021 Frontmann der Band, starb am 4. September 2023 im Alter von 56 Jahren.

## Sonstiges
- Cameo-Auftritte bei
  - Hot Wheels Highway 35 World Race
  - Kim Possible
  - Charmed
  - Scooby-Doo
  - Rat Race
  - Shrek

## Diskografie

### Studioalben
| Jahr | Titel Musiklabel                    | Höchstplatzierung, Gesamtwochen, AuszeichnungChartplatzierungen (Jahr, Titel, Musiklabel, Platzierungen, Wochen, Auszeichnungen, Anmerkungen) | Höchstplatzierung, Gesamtwochen, AuszeichnungChartplatzierungen (Jahr, Titel, Musiklabel, Platzierungen, Wochen, Auszeichnungen, Anmerkungen) | Anmerkungen                                                 |
| Jahr | Titel Musiklabel                    | DE | US | Anmerkungen                                                 |
| ---- | ----------------------------------- | --- | --- | ----------------------------------------------------------- |
| 1997 | Fush Yu Mang Interscope Records     | — | US19 ×2Doppelplatin · (60 Wo.)US | Erstveröffentlichung: 8. Juli 1997 Verkäufe: + 2.100.000    |
| 1999 | Astro Lounge Interscope Records     | DE69 (2 Wo.)DE | US6 ×3Dreifachplatin · (66 Wo.)US | Erstveröffentlichung: 8. Juni 1999 Verkäufe: + 3.142.500    |
| 2001 | Smash Mouth Interscope Records      | — | US48 Gold · (10 Wo.)US | Erstveröffentlichung: 27. November 2001 Verkäufe: + 500.000 |
| 2003 | Get the Picture? Interscope Records | — | US100 (2 Wo.)US | Erstveröffentlichung: 5. August 2003                        |
| 2005 | The Gift of Rock Beautiful Bomb     | — | — | Erstveröffentlichung 1. Dezember 2005                       |
| 2006 | Summer Girl Beautiful Bomb          | — | — | Erstveröffentlichung 19. September 2006                     |
| 2012 | Magic 429 Records                   | — | — | Erstveröffentlichung 4. September 2012                      |

### Kompilationen
| Jahr | Titel Musiklabel                      | Höchstplatzierung, Gesamtwochen, AuszeichnungChartsChartplatzierungen (Jahr, Titel, Musiklabel, Platzierungen, Wochen, Auszeichnungen, Anmerkungen) | Anmerkungen                           |
| Jahr | Titel Musiklabel                      | US | Anmerkungen                           |
| ---- | ------------------------------------- | --- | ------------------------------------- |
| 2005 | All Star Smash Hits Universal Records | US96 (2 Wo.)US | Erstveröffentlichung: 23. August 2005 |

Weitere Kompilationen
- 1999: The East Bay Sessions

### Singles
| Jahr | Titel Album                         | Höchstplatzierung, Gesamtwochen, AuszeichnungChartplatzierungen (Jahr, Titel, Album, Platzierungen, Wochen, Auszeichnungen, Anmerkungen) | Höchstplatzierung, Gesamtwochen, AuszeichnungChartplatzierungen (Jahr, Titel, Album, Platzierungen, Wochen, Auszeichnungen, Anmerkungen) | Höchstplatzierung, Gesamtwochen, AuszeichnungChartplatzierungen (Jahr, Titel, Album, Platzierungen, Wochen, Auszeichnungen, Anmerkungen) | Anmerkungen                                                                      |
| Jahr | Titel Album                         | DE | UK | US | Anmerkungen                                                                      |
| ---- | ----------------------------------- | --- | --- | --- | -------------------------------------------------------------------------------- |
| 1997 | Walkin’ on the Sun Fush Yu Mang     | DE90 (4 Wo.)DE | UK19 Gold · (4 Wo.)UK | — | Erstveröffentlichung: 18. Juli 1997 Verkäufe: + 435.000                          |
| 1998 | The Fonz Fush Yu Mang               | — | UK82 (1 Wo.)UK | — | Erstveröffentlichung: 24. September 1997                                         |
| 1999 | All Star Astro Lounge               | DE74 Gold · (8 Wo.)DE | UK24 ×2Doppelplatin · (9 Wo.)UK | US4 ×3Dreifachplatin · (30 Wo.)US | Erstveröffentlichung: 4. Mai 1999 Verkäufe: + 4.870.000                          |
| 1999 | Then the Morning Comes Astro Lounge | — | — | US11 (26 Wo.)US | Erstveröffentlichung: 12. September 1999                                         |
| 2001 | I’m a Believer Smash Mouth          | DE94 (2 Wo.)DE | UK— SilberUK | US25 (20 Wo.)US | Erstveröffentlichung: 14. August 2001 Original: The Monkees; Verkäufe: + 260.000 |

Weitere Singles
- 1997: Why Can’t We Be Friends?
- 1998: Can’t Get Enough of You Baby
- 2000: Waste
- 2001: Pacific Coast Party
- 2002: Holiday in My Head
- 2003: You Are My Number One
- 2003: Hang On
- 2004: Always Gets Her Way
- 2005: Getaway Car
- 2006: Story of My Life
- 2006: So Insane
- 2012: Magic
- 2013: Mama Don’t You Worry
- 2021: Camelot

## Auszeichnungen für Musikverkäufe
| Goldene Schallplatte - Australien - 1999: für das Album Astro Lounge - 1999: für die Single Can’t Get Enough of You Baby - Brasilien - 2024: für die Single All Star - Neuseeland - 2000: für das Album Astro Lounge - 2021: für das Album All Star Smash Hits - Spanien - 2025: für die Single I’m a Believer | Platin-Schallplatte - Australien - 1998: für die Single Walkin’ on the Sun - 1999: für die Single All Star - 2001: für die Single I’m a Believer - Dänemark - 2020: für die Single All Star - Italien - 2018: für die Single All Star - Kanada - 1997: für das Album Fush Yu Mang - 1999: für das Album Astro Lounge - Neuseeland - 2023: für die Single I’m a Believer - Spanien - 2024: für die Single All Star 4× Platin-Schallplatte - Neuseeland - 2024: für die Single All Star |

Anmerkung: Auszeichnungen in Ländern aus den Charttabellen bzw. Chartboxen sind in ebendiesen zu finden.
| Land/RegionAuszeichnungen für Musikverkäufe (Land/Region, Auszeichnungen, Verkäufe, Quellen) | Silber  | Gold     | Platin       | Verkäufe  | Quellen              |
| -------------------------------------------------------------------------------------------- | ------- | -------- | ------------ | --------- | -------------------- |
| Australien (ARIA)                                                                            | —       | 2× Gold2 | 3× Platin3   | 280.000   | aria.com.au          |
| Brasilien (PMB)                                                                              | —       | Gold1    | —            | 30.000    | pro-musicabr.org.br  |
| Dänemark (IFPI)                                                                              | —       | —        | Platin1      | 90.000    | ifpi.dk              |
| Deutschland (BVMI)                                                                           | —       | Gold1    | —            | 250.000   | musikindustrie.de    |
| Italien (FIMI)                                                                               | —       | —        | Platin1      | 50.000    | fimi.it              |
| Kanada (MC)                                                                                  | —       | —        | 2× Platin2   | 200.000   | musiccanada.com      |
| Neuseeland (RMNZ)                                                                            | —       | 2× Gold2 | 5× Platin5   | 165.000   | radioscope.co.nz NZ2 |
| Spanien (Promusicae)                                                                         | —       | Gold1    | Platin1      | 90.000    | elportaldemusica.es  |
| Vereinigte Staaten (RIAA)                                                                    | —       | Gold1    | 8× Platin8   | 8.500.000 | riaa.com             |
| Vereinigtes Königreich (BPI)                                                                 | Silber1 | Gold1    | 2× Platin2   | 1.800.000 | bpi.co.uk            |
| Insgesamt                                                                                    | Silber1 | 9× Gold9 | 23× Platin23 |           |                      |